# Chris Wend
Chris Wend (Wolfen, 21 de junio de 1987) es un deportista alemán que compitió en piragüismo en la modalidad de aguas tranquilas. Ganó dos medallas en el Campeonato Mundial de Piragüismo, plata en 2009 y bronce en 2010, y tres medallas en el Campeonato Europeo de Piragüismo entre los años 2009 y 2010.

## Palmarés internacional
| Campeonato Mundial | Campeonato Mundial     | Campeonato Mundial | Campeonato Mundial |
| Año                | Lugar                  | Medalla            | Competición        |
| ------------------ | ---------------------- | ------------------ | ------------------ |
| 2009               | Dartmouth (Canadá)     | Medalla de plata   | C4 1000 m          |
| 2010               | Poznań (Polonia)       | Medalla de bronce  | C4 1000 m          |
| Campeonato Europeo |                        |                    |                    |
| Año                | Lugar                  | Medalla            | Competición        |
| 2009               | Brandeburgo (Alemania) | Medalla de oro     | C4 1000 m          |
| 2009               | Brandeburgo (Alemania) | Medalla de plata   | C1 4 × 200 m       |
| 2010               | Corvera (España)       | Medalla de bronce  | C4 1000 m          |